# Panzerwerfer
Panzerwerfer era el nombre de dos modelos de lanzacohetes múltiples montados sobre semiorugas alemanes empleados durante la Segunda Guerra Mundial. Los dos vehículos eran el 15 cm Panzerwerfer 42 auf Selbstfahrlafette SdKfz 4/1 (basado en el semioruga Maultier) y el 15 cm Panzerwerfer 42 auf Schwerer Wehrmachtsschlepper (Panzerwerfer auf SWS).  

## Desarrollo
El Panzerwerfer 42 auf Maultier, SdKfz 4/1 entró en producción en abril de 1943 y se produjo hasta marzo de 1943. Hitler ordenó la producción del vehículo en enero de 1942, siendo probado en combate en el Frente del Este en el otoño de 1943. Opel fue el principal fabricante, produciendo la mayoría de sus piezas, incluso el motor Adam Opel de 6 cilindros y 3,6 l, que tenía una potencia de 68 cv y una capacidad de 80 litros. Durante los tres años en que se produjo, se fabricaron 300 Panzerwerfer y 289 vehículos de reamunicionamiento Munitionskraftwagen.

## Historial de combate

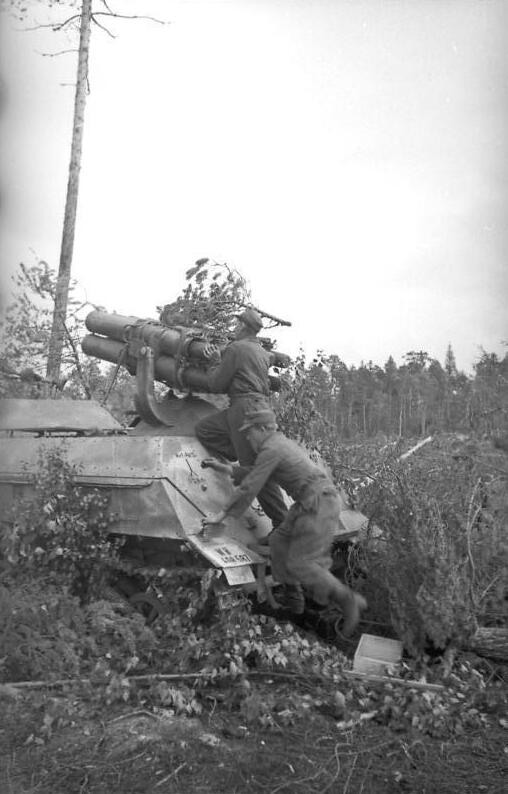
Soldados alemanes disparando un Panzerwerfer

### Campaña en la Unión Soviética
El Panzerwerfer 42 auf Maultier fue empleado para bombardeos a gran escala contra posiciones soviéticas, donde el gran bombardeo de un área grande sería más efectivo que los disparos más precisos de la artillería. Los bombardeos de cohetes del Panzerwerfer cubrían áreas mucho más grandes y añadían más elementos psicológicos al combate: la cantidad de ruido, humo, esquirlas y tierra levantada por los cohetes al impactar el suelo era considerable. Su amplio uso en el Frente del Este mostró que esta arma también podía ser empleada eficazmente en el Frente del Oeste. El arma entró en servicio con el Heer el 14 de mayo de 1944, en Francia.

### Campaña en Francia
Cuando los Aliados se enfrentaron por primera vez al Panzerwerfer 42 después de los desembarcos de Normadía, los informes de inteligencia estadounidenses previos al desembarco resaltaban el uso de lanzacohetes múltiples tales como el Nebelwerfer por las tropas alemanes, pero además, estaban completamente desprevenidos ante los efectos de un lanzacohetes múltiple montado sobre un semioruga blindado, camuflado y con alta movilidad. Los británicos y canadienses fueron los primeros en ver a los lanzacohetes múltiples alemanes en acción contra concentraciones de tropas y posiciones Aliadas. La 7ª Brigada Werfer fue enviada a Normandía desde Beauvais después del Día D, llegando a Falaise el 10 de junio. Al día siguiente, la unidad estaba a unos 10 km de Caen. Tomó parte en el ataque al Puente Orne, que era una posición británica sobre el Orne. El 84° Regimiento de la brigada, compuesto por los regimientos 83° y 84°, tenía 14 Panzerwerfer listos para entrar en combate, y el 83° Regimiento también tenía el mismo número. Otras unidades Werfer eran el 101° Batallón Werfer SS, el 101° Regimiento Stellungs-Werfer y el 102° Batallón Werfer SS, que era parte de la 2ª División Panzer SS Das Reich. La 7ª Brigada Werfer lanzó 8.000 t de municiones, principalmente contra la Colina 112 (durante la Operación Júpiter) para apoyar su recaptura por tanques el 30 de junio. Los británicos eran usualmente bombardeados con cohetes de Panzerwerfer en Normandía, pero los 15 cm Nebelwerfer fueron empleados en grandes cantidades contra tropas británicas, estadounidenses y canadienses durante el verano de 1944.

### Las Ardenas y Berlín
En la Batalla de las Ardenas se emplearon a gran escala los Panzerwerfer. Los bombardeos más grandes y concentrados se llevaron a cabo en la región belga de las Ardenas en 1944, durante la ofensiva alemana.
Los Panzerwerfer fueron ampliamente empleados durante abril y mayo de 1945, mientras los soviéticos avanzaban rápidamente en Berlín y las fuerzas alemanas empleaban la artillería de cohetes en modo defensivo. Los lanzacohetes múltiples eran empleados en grandes números para defender posiciones dentro de Alemania y en las cercanías de Berlín, ya que los soviéticos avanzaban desde el este y los Aliados desde el oeste.

## Desempeño del vehículo y especificaciones de su armamento

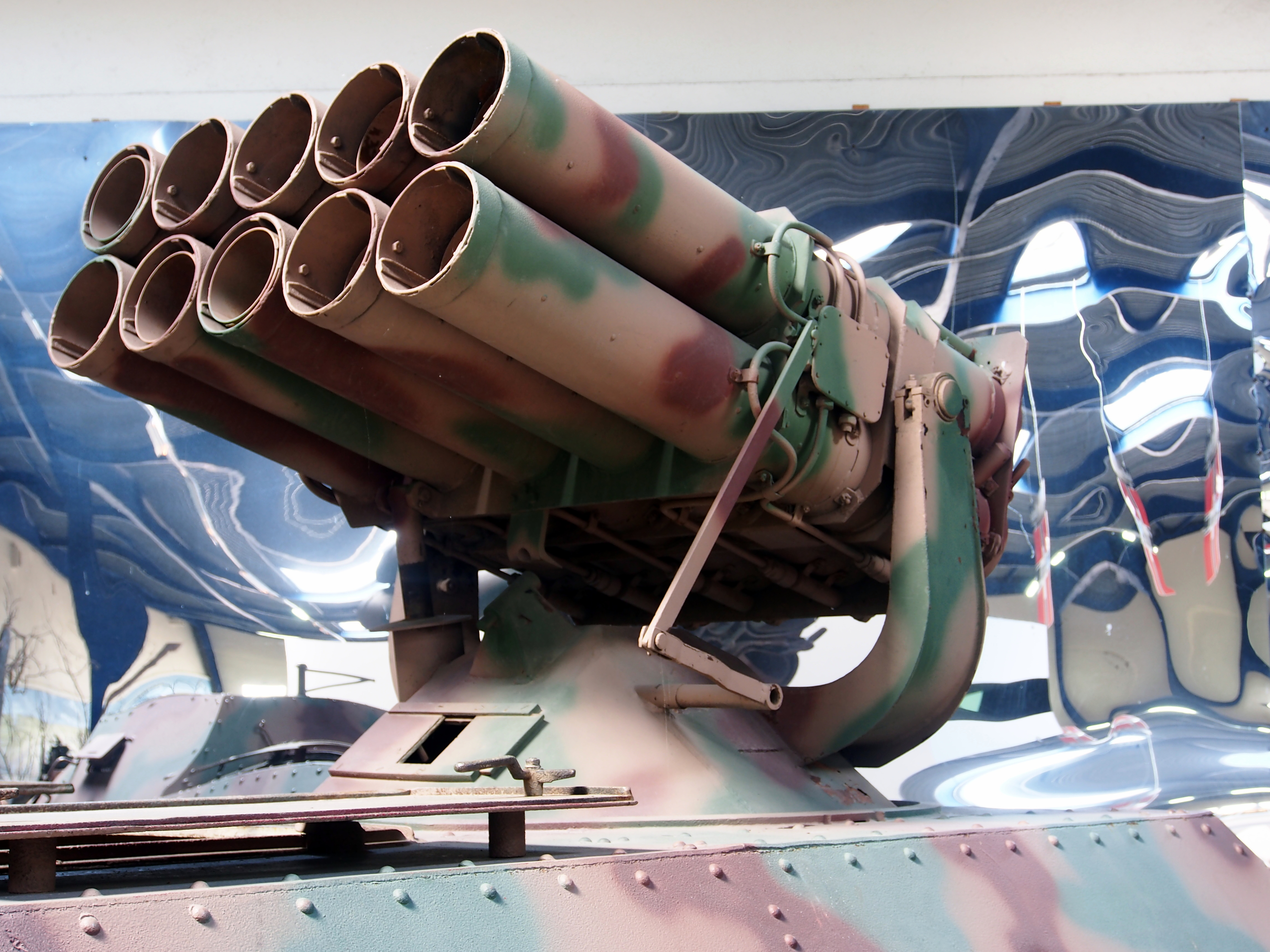
Detalle del Nebelwerfer 42 de un SdKfz 4/1.

El Panzerwerfer 42 auf Maultier pesaba 7,1 t, tenía una longitud de 6 m, un ancho de 2 m y una altura de casi 3 m. Podía alcanzar velocidades de hasta 40 km/h. Generalmente estaba armado con un lanzacohetes múltiple 15 cm Nebelwerfer 41, que había sido especialmente diseñado para su instalación sobre el chasis blindado del semioruga propulsado por un motor Opel. Los ingenieros alemanes diseñaron este sistema debido a las muy visibles columnas de humo dejadas por las baterías de Nebelwerfer, que necesitaban un tractor de artillería para reubicarse rápidamente después de lanzar sus cohetes. El lanzacohetes tenía 10 tubos lanzadores y el vehículo generalmente transportaba 20 cohetes, los necesarios para lanzar dos andanadas. El alcance efectivo de los cohetes del Panzerwerfer era de 4.000 m - 6.500 m, siendo su alcance máximo menor a 7.000 m.
Aunque fue destinado para ofrecer fuego de apoyo y operar muy lejos del radio de acción de las armas antitanque Aliadas, algunos Panzerwerfer también tenían una ametralladora montada sobre la cabina para defenderse de ataques de infantería.